# Балтушис, Юозас
Юо́зас Балту́шис (лит. Juozas Baltušis, настоящее имя и фамилия Альбертас Юозенас; 14 апреля 1909, Рига — 4 января 1991, Вильнюс) — литовский советский писатель и сценарист, публицист, общественный и государственный деятель; Заслуженный деятель искусств Литовской ССР (1954); народный писатель Литовской ССР (1969), лауреат республиканских премий.

## Биография
Родился и жил в Риге; во время Первой мировой войны вместе с родителями жил в России (Москва, Нижний Новгород, Царицын). С 1918 года жил в Литве. Работал в деревне батраком. В 1929 году перебрался в Каунас, работал в типографии. Во время Второй мировой войны работал редактором передач на литовском языке Московского радио, писал рассказы и радиопьесы.
Член КПСС с 1943 года. С 1944 года жил в Вильнюсе. В 1944—1946 годах был председателем Радиокомитета Литовской ССР. В 1946-1954 годах секретарь партийной организации Союза советских писателей Литовской ССР и главный редактор литературного журнала «Пяргале» („Pergalė“). В 1947—1975, 1980—1986 годах депутат Верховного Совета Литовской ССР, в 1959—1967 годах заместитель председателя Президиума Верховного Совета Литовской ССР. Кандидат в члены ЦК КПЛ (1958—1961). Председатель Комитета защиты мира Литовской ССР (1970—1975, 1980—1986). Награждён советскими орденами и медалями. Был противником восстановления независимости Литвы.
Был женат на народной артистке Литовской ССР М. Миронайте.

## Творчество
Начал писать, поощряемый к литературным занятиям Казисом Борутой. Дебютировал в печати в 1932 году, опубликовав рассказ в альманахе „Darbas“ («Труд»). В 1940 году вышел первый сборник рассказов и очерков „Savaitė prasideda gerai“ («Неделя начинается хорошо»); действующие лица — батраки, задавленные нищетой и несчастьями люди. Автор сборников рассказов „Baltieji dobiliukai“ («Белый клевер»; 1943), „Kas dainon nesudėta“ («О чём в песне не поётся»; 1959), „Valiusei reikia Alekso“ («Валюсе нужен Алексас»; 1965), „Nežvyruotu vieškeliu“ («Запущенным просёлком»; 1971).
Написал социально-бытовые драмы „Gieda gaideliai“ («Поют петухи»; 1947, русский перевод 1953) и „Anksti rytelį“ («Ранним утром»; 1953), отвечающие требованиями социалистического реализма. В книге очерков „Tėvų ir brolių takais“ («По тропам отцов и братьев»; 1962) описал впечатления от Америки и встреч с представителями литовской эмиграции. Выпустил автобиографическую дилогию „Su kuo valgyta druska“ («Пуд соли»; 1973, 1976).
В соавторстве с Е. И. Габриловичем написал киносценарий художественного фильма «Над Неманом рассвет», снятый режиссёром А. М. Файнциммером (1952).
Лучшими и наиболее популярными произведениями Балтушиса считаются романы „Parduotos vasaros“ («Проданные годы»; т. 1, 1957, т. 2, 1969) и „Sakmė apie Juzą“ («Сказание о Юзасе», 1979, французская премия за лучшую иностранную книгу)
Произведения Балтушиса обильно переводились на белорусский, казахский, латышский, молдавский, русский, украинский, эстонский языки и другие языки народов СССР, печатались в переводах на английский, болгарский, венгерский, испанский, немецкий, польский, французский, чешский языки.

## Награды и премии
- Заслуженный деятель искусств Литовской ССР (1954)
- Орден Трудового Красного Знамени (1954)[4]
- Государственная премия Литовской ССР (1957)
- Орден «Знак Почёта» (1964)
- Литературная премия Жемайте (1966)
- Народный писатель Литовской ССР (1969)
- Орден Октябрьской Революции (1979)
- Государственная премия Литовской ССР (1980)

## Издания
- Savaitė prasideda gerai. Kaunas, 1940.
- Gieda gaideliai: 4 veiksmų drama. Kaunas: Valstybinė grožinės literatūros leidykla, 1947.
- Baltieji dobiliukai: rinktiniai apsakymai. Vilnius, 1951.
- Rinktinė: apsakymai, drama. Vilnius, 1952.
- Anksti rytelį: 4 v., 7 pav. pjesė. Vilnius: Valstybinė grožinės literatūros leidykla, 1956.
- Kas dainon nesudėta. Vilnius: Valstybinė grožinės literatūros leidykla, 1959.
- Tėvų ir brolių takais Vilnius, 1962.
- Aš jau ne piemenė: apsakymas. Vilnius: Valstybinė grožinės literatūros leidykla, 1963.
- Valiusei reikia Alekso. Vilnius: Vaga, 1965.
- Valiusei reikia Alekso: novelės. 2-asis leidimas. Vilnius: Vaga, 1968.
- Nežvyruotu vieškeliu: apsakymų rinktinė. Vilnius: Vaga, 1971.
- Pasakymai ir atsakymai: apybraižos, recenzija, interviu. Vilnius: Vaga, 1985.
- Parduotos vasaros: romanas. 2 dalys. Kaunas: Šviesa, 1985.
- Sakmė apie Juzą: romanas. 3-iasis leidimas. Vilnius: Vaga, 1981.
- Sakmė apie Juzą: romanas. 5-asis leidimas. Vilnius: Vaga, 1984.
- Sakmė apie Juzą: romanas. 7-asis leidimas. Vilnius: Vaga, 1989. 249 p.
- Sakmė apie Juzą. Vilnius: Lietuvos rašytojų sąjungos leidykla, 2007. 327 p. ISBN 978-9986-39-484-6.

### На русском языке
- Избранное. Вильнюс: Гослитиздат, 1953. 309 с.
- Проданные годы. Роман в новеллах. Кн. 1 / пер. К. Кела. Вильнюс: Гослитиздат, 1959. 376 с.

Проданные годы. Роман в новеллах. Москва: Гослитиздат, 1963. 275 с.
Проданные годы. Роман в новеллах. Москва: Известия, 1965. 280 с.
Проданные годы. Москва: Художественная литература, 1977. 638 с.
- О чем песни не сложены. Москва: Советский писатель, 1965. 292 с.
- Сказание о Юзасе. Москва: Советский писатель, 1981. 240 с.
- Избранные произведения. В 2-х т. Москва: Художественная литература, 1987.

### Собрания сочинений
- Raštai. 5 tomai. Vilnius: Valstybinė grožinės literatūros leidykla, 1959—1969.
- Raštai. 9 tomai. Vilnius: Vaga, 1974—1988.
- Raštai. 8 tomai. Vilnius: Vaga, 1981—1983.